# Stuart Williams
Stuart Grenville Williams (9 de juliol de 1930 - 5 de novembre de 2013) fou un futbolista gal·lès de la dècada de 1950.
Fou internacional amb la selecció de Gal·les amb la qual participà en la Copa del Món de futbol de 1958. Pel que fa a clubs, defensà els colors de Wrexham AFC, West Bromwich Albion FC i Southampton FC.